# Cambarus hobbsorum
Cambarus hobbsorum е вид ракообразно от семейство Cambaridae. Видът не е застрашен от изчезване.

## Разпространение и местообитание
Разпространен е в САЩ (Северна Каролина и Южна Каролина).
Обитава сладководни басейни, реки и потоци.